# Harold et le Crayon magique
Pour plus de détails, voir Fiche technique et Distribution.
Harold et le Crayon magique ou Harold et le crayon violet au Québec est un film d'aventures américain réalisé par Carlos Saldanha et sorti en 2024,. Il s'agit d'une adaptation cinématographique du livre pour enfants Harold et le Crayon violet de Crockett Johnson.

## Fiche technique
Sauf indication contraire, les informations mentionnées dans cette section peuvent être confirmées par les bases de données cinématographiques IMDb et Allociné,  présentes dans la section « Liens externes ».
- Titre original : Harold and the Purple Crayon
- Réalisation : Carlos Saldanha
- Scénario : David Guion et Michael Handelman, d'après Harold et le Crayon violet de Crockett Johnson
- Musique : Batu Sener
- Décors : Shepherd Frankel et Danielle Berman
- Costumes : Molly Maginnis
- Photographie : Gabriel Beristain
- Montage : Tia Nolan et Mark Helfrich
- Production : Jenny Hinkey, John Davis et Jeremy Stein
- Sociétés de production : Davis Entertainment et Sony Pictures Entertainment
- Société de distribution : Sony Pictures Entertainment
- Pays de production :  États-Unis
- Langue originale : anglais
- Format : couleur
- Genre : aventures
- Durée : 89 minutes
- Dates de sortie :
  - Royaume-Uni : 31 juillet 2024
  - France : 16 octobre 2024

## Distribution

### Prises de vues réelles
- Zachary Levi (VF : Tanguy Goasdoué ; VQ : Philippe Martin (acteur)) : Harold
- Lil Rel Howery (VF : Diouc Koma ; VQ : Rodley Pitt) : Élan (Orignal en VQ)
- Benjamin Bottani (VF : Timothée Bardeau ; VQ : Antoine Mirija Saouaf) : Mel
- Zooey Deschanel (VF : Julie Cavanna ; VQ : Catherine Proulx-Lemay) : Terry (et son Alter-Ego du monde Imaginaire, Zerry)
- Jemaine Clement (VF : Serge Biavan ; VQ : Patrick Chouinard) : Gary Natwick
- Tanya Reynolds (VF : Vanessa Van Geneugden ; VQ : Célia Gouin-Arsenault) : Porc-épic
- Camille Guaty (VF : Jessie Lambotte) : l'inspectrice Silva
- Ravi Patel (VF : Franck Sportis) : Prasad
- Peter Gardner (en) (VF : Thierry Wermuth) : l'inspecteur Love
- Elizabeth Becka (VF : Colette Venhard) : Mme Barnaby

Source Doublage QC.

### Animation
- Alfred Molina (VF : Gabriel Le Doze ; VQ : Jacques Lavallée) : le narrateur / Crockett Johnson
- TJ Jackson : un coureur

 Source et légende : version française (VF) sur RS Doublage et carton du doublage français.